# Robert Brown (aktor)
Robert James Brown (ur. 23 lipca 1921 w Swanage, zm. 11 listopada 2003 w Swanage) – brytyjski aktor; odtwórca roli M - szefa Jamesa Bonda w 4 filmach o przygodach agenta 007: Ośmiorniczka (1983), Zabójczy widok (1985), W obliczu śmierci (1987), Licencja na zabijanie (1989). Zastąpił w tej roli zmarłego w 1981 Bernarda Lee.

## Wybrana filmografia
- Trzeci człowiek (1949) jako Żandarm
- Ben Hur (1959) jako dowódca wioślarzy - epizod
- 300 spartan (1962) jako Pentheus
- Billy Budd (1962) jako Arnold Talbot
- Maska Czerwonego Moru (1964; inny polski tytuł - Maska szkarłatnej śmierci) jako Guard
- Operacja Kusza (1965) jako komandor lotnictwa
- Milion lat przed naszą erą (1966) jako Akhoba
- Mesjasz (1976) jako Otba
- Szpieg, który mnie kochał (1977) jako admirał Hargreaves
- Omar Mukhtar (1981; inny polski tytuł - Lew pustyni) jako Al Fadeel
- Ośmiorniczka (1983) jako M
- Zabójczy widok (1985) jako M
- W obliczu śmierci (1987) jako M
- Licencja na zabijanie (1989) jako M